# Scionecra spinipennis
Scionecra spinipennis är en insektsart som först beskrevs av Ludwig Redtenbacher 1908.  Scionecra spinipennis ingår i släktet Scionecra och familjen Diapheromeridae. Inga underarter finns listade i Catalogue of Life.